# Васильевка (Дубоссарский район)
Васи́льевка (рум. Vasilievca) — село в Дубоссарском районе Приднестровья. Согласно декларируемому административно-территориальному делению Республики Молдова, не признаваемому в Приднестровье, наряду с селом Кочиеры входит в состав коммуны Кочиеры.

## История
Фактически, село окружено со всех сторон территорией ПМР, и с 1992 года является селом, где действуют лишь государственные органы Приднестровской Молдавской Республики: схема расположения земельных участков сёл Дороцкое, Кошница, Погребы, Перерыта, Кочиеры, Васильевка, Маловатое, фактически находящихся в системе землепользования непризнанной Приднестровской Молдавской Республики, но декларативно заявленные Молдовой, как собственность так называемого Дубэсарского района Молдовы в изгнании (с тремя админ.центрами, так как реально разделён на три мало связанных друг с другом плато сёл: с. Кошница, с.Кочиеры, с. Устье.
В 1999 году, с принятием нового административного устройства Молдавии, весь бывший Кочиерский сельсовет в его старых границах был формально включён в состав Кишинёвского уезда РМ. С тех пор село Васильевка рассматривается молдавскими властями отдельно от других приднестровских территорий. Ранее в селе находился молдавский полицейский контингент и функционировала молдавская администрация, разогнанная приднестровской милицией в 2005 году.

## География
Село расположено на высоте 170 метров над уровнем моря.

## Население
По данным переписи населения 2004 года, в селе Васильевка проживает 185 человек (95 мужчин, 90 женщин).
Этнический состав села:
| Национальность | Число жителей | Процентный состав |
| -------------- | ------------- | ----------------- |
| молдаване      | 184           | 99.46             |
| русские        | 1             | 0.54              |
| Всего          | 185           | 100 %             |